# Негован
Вижте пояснителната страница за други значения на Негован.
Негова̀н е село в Западна България. То се намира в Област София, Столична община, Район Нови Искър. На 3 юни 2010 година в чест на Негован, един връх в Антарктида получи името Неговански камък.

## География
Селото се намира на 12 km от столицата София.

## Население
Към 15 декември 2017 г.на територията на Негован живеят с настоящ адрес 1885 души. Гъстотата е 202,69 души/км2.

## История

### Османски период
За пръв път селото е споменато в писмен източник, в един опис на тимари от Софийско, съставен при управлението на султан Мехмед I (1413 – 1421), и допълван до 1455 г. През 1451 г. е отбелязано, че в Негован (Никованча) има 18 домакинства, 4 вдовици (вдовишки семейства) и приход от 1210 акчета. Част е от тимара на Фируз, който преминава в управление на сераскера Солак Али. По-късно тимара е даден на Кара Ахмед, но през упоменатата 1451 г. Солак Али си го възвръща. Освен Негован, в тимара влизат и селата Дивотино, Подгумер (Поткумир) и част от Славовци (Славци).
В опис на хасове и тимари в Софийско и Самоковско от третата четвърт (1450 – 1475) на XV век, Негован (Нигювановча) продължава да е част от упоменатия тимар. Изброени са главите на семейства, обложени с данък: Братил, син на Семица; Добрил, брат на Семица; Данчеоглу Станица; Райчин, брат на Деян; Деян, зет на Драгослав; стар Вито; Мартин, син на Койо; Милчо, син на Дабижив; Драган вместо Димитри; Боин, син на Драгобрат; стар Радул; поп Богдан; стар Радомир; Петко, син на Радомир; Радослав влах; Брайко, брат на Радослав; Станчо, син на Семчо; Миле, син на Димитри; Радул, син на Драган; Иван, брат на Мартин-неженен; Стоян, син на Милчо-неженен; Радота, син на Радослав-неженен; вдовица Рада; вдовица Добра; вдовица Цура; вдивица Дива; вдовица Драгула; вдовица Добрица. Домакинства-19, вдовици-6, неженени-3, испенч-586 акчета.
Данъкът се е състоял от пшеница-94 килета, ечемик-54 килета, овес, ръж-30 килета, ресм-и хюк-6 акчета, десятък от лен-50 акчета, десятък от плодове-10 акчета, бадухава (такси и глоби)-50 акчета, всичко-1928 акчета.
В регистър на войнушки бащини от 1606 г. в селото са описани пет бащини, собственост на Никола Петко, Янчо Стоян, Стефан Велко, Спас Съйо (и четиримата жители на Войнеговци) и Въто Драган Папукчи от София. Селото е упоменато с две имена Негованиче и Чепинче –и зир (Долно Чепинци) и е част от каза София.
В кратък данъчен списък (иджмал дефтери) на немюсюлманските домакинства (хане) обложени с данъка джизие от 3 май 1640 г. селото (Нигювани) има 17 ханета и е част от вилает София.
В иджмал дефтери от 24 март 1646 г. селото (Нигиван) е упоменато с 12 ханета.
В иджмал дефтери от 25 февруари 1666 г. селото (Нигиван) има 12 ханета.
Във връзка с продажба на къща през 1762 г., в софийския кадийски регистър е споменат Молла Мехмед, сердар на Негован.

### След освобождението
В края на XIX в., през 1873 година една млада жена от Негован сънува християнски храм и лечебен извор до него. Тя припознава местността край селото. Това е било ниско вдлъбнато място на брега на едно езеро. Нивото му е било 5 метра под нивото на брега. Жената е била неподвижна и тежко болна. Вероятно е била парализирана след първото си раждане. По нейно настояване близките ѝ я откарват с волска каруца на посоченото от нея място, което е видяла в съня си. Настоява да започнат да копаят и не след дълго откриват останки от стари зидове на храм, една икона, три черепа на хора, сребърен християнски кръст и О, чудо! – бликва лечебна вода. Пие от водата и измива лицето си с нея. Става от каруцата и сама се прибира до дома си без чужда помощ. Това е Кръстана (1851 – 1914) от рода на „Чакърските“. По нейна молба близките ѝ построяват малък параклис на това място и възстановяват каптажа на извора. Иконата и кръста са поставени в параклиса, а черепите са откарани в Рилския манастир и погребани там. Това събитие е станало в деня на християнския празник „Голямата Богородица“ или „Успение на Пресвета Богородица“. През 1990 година нейната правнучка Стоянка Христова поема инициативата за възстановяване на параклиса и със собствени средства и дарения параклиса е съграден отново.
През 30-те години на ХХ век друга жена от Негован – Спаса (1876 – 1956) от рода на „Гърчевите“ също сънува зарит християнски храм на брега на езерото в близост до построения параклис от Кръстана. При разкопките е открит каменен кръст. Близките ѝ построяват също малък параклис, наречен от хората „Църквето на баба Спаса“ и поставят намерения кръст пред параклиса. До 1950 – 1955 година двата параклиса бяха действуващи. На празника „Успение на Св. Богородица“ се правеха курбани за здравето на всички жители на селото.
През 1957 година след създаването на т.нар. ТКЗС първият параклис е разрушен и езерото заедно с извора е засипано с боклуци. Днес параклиса е възстановен със средства от местните хора, но на височина 5 метра от предишното му място. Каптажа на водата е безвъзвратно затрупан и все още неоткрит.
Втория параклис, „църквето“ в периода (1957 – 1990) се използваше от ТКЗС за склад и дори за обор на телета. Днес този параклис е възстановен на старото си място с дарения от местната фирма „Интериор-И“ СД. Двата параклиса са в един общ двор, осветени и действуващи по християнските канони. Построена е и магерница, засадени са много цветя и декоративни храсти.
През 1883 година единадесет будни неговански рода подемат инициативата за построяване на християнска църква и основно училище в Негован. Събират пари, докарват с волски каруци дървен материал от Стара планина, прекарват червен камък (пясъчник) от дерета и реките на съседните планински села, докарват негасена вар от Сливница, изкопават варници, докарват пясък от реката край Негован и през 1885 година започват строителството на църквата. От с.Касилаг, Радомирско спазаряват майстора зидар Игнат Петров и всички жители на селото се включват с труда си за построяването на християнския храм. Храма го построяват през пролетта и лятото на 1885 година. От есента на 1885 година до лятото на 1886 година храма се изписва изцяло от братя Михаил и Христо Благоеви – майстори зографи от с.Тресонче – Западна Македония. Иконостасът е изработен и резбован с плитка резба и рисуван от майстора-резбар Стойчо Любенов. Иконите са изписани от двама художници зографи – Михаил Блажев от с. Тресонче и Иван Доспевски от гр.Самоков – брат на Станислав Доспевски. Стенописите и декорацията в храма могат да бъдат отнесени към едни от най-интересните образци на късновъзрожденския примитив в България. Стенописите, дърворезбата и иконописта в църквата са в духа на възрожденската традиция в България. През есента на 1886 година църквата „Свети Николай“ е завършена и на 8 септември 1886 година е осветена от митрополит Партений. От вън на северната стена на църквата върху червения пясъчник е издълбан и разчетен следния надпис: „НАСТОЯЩИТО ЗДАНИЕ БОЖЕСТВЕНИА ХРАМ СВ. НИКОЛА ... ИЗРАБОТ......... ОТ АРХИТЕКТОР АПОСТОЛАНИЙ МАКЕДОНЕ“. За днешните поколения църквата в Негован е с висока степен на автентичност и с висока художествена стойност.
На 22 май 2003 година Националния институт за паметници на културата обяви църквата „Св. Николай Мирликийски“ в Негован за архитектурно-художествен паметник на културата с „национално значение“. През същата година църковния двор е ограден от масивна каменна ограда с декоративни платна със средства дарени от населението и действуващите фирми на територията на селото.
През 1885 -1886 година едновременно с изграждането на църквата е построено и основното училище в Негован изцяло с волните пожертвувания и доброволния труд на жителите. За времето си сградата е била масивна, добре осветена и хигиенична сграда с две отделения: голяма стая за учениците и малка стая за учителите. В голямата стая, до построяването на читалищната сграда, са се провеждали всички културно-просветни мероприятия в селото – вечеринки, събрания, забави и други.
Църквата е изписана в 1885 година от дебърските майстори Михаил и Христо Благоеви. Стенописите покриват всички стени на църквата и макар да не са подписани, те много приличат на подписаните в Долнопасарелския манастир, а и имената на зографите са запомнени от стари църковни настоятели. Дело на двамата са и няколко иконостасни икони – на Свети Георги, Свети Димитър, Св. св. Кирил и Методий, Света Троца, както и апостолските и целувателните икони. Иконата на Свети Димитър е подписана „Зограф Михаил Благоев от Тресонче 1886 г.“.
През 1914 година в Негован се сформира организация наречена „Желязна ръка“ в която са членували предимно каруцари (собственици на каруци теглени от коне или волове). Тази организация е взела участие в построяването на Народния дом в София – сегашната сграда на столичната дирекция на полицията на булевард „Сливница“. По-късно членовете на тази организация са участвали в построяването на църквата „Св. Спас“ в София с доброволен труд със собствените си каруци като превозно средство.

## Религия
Преобладават православните християни.

## Културни и природни забележителности
В близост до Негован преминава река Лесновска, а също така има водоеми подходящи за спортен риболов и приятна разходка в околностите.

## Редовни събития
На 8 септември е ежегодният селски събор.

## Транспорт
Селото се обслужва от 3 автобусни линии: 20, 24, 28.

## Личности
Списък на загиналите негованци във войните, увековечени върху паметника в центъра на селото:
В Сръбско-българската война – 1885 г.
Гето Пенчов Кедов – роден през 1866 г. Служил е в Първи пехотен софийски полк, в 3 рота – чин „редник“. Убит е край град Пирот в местността „Могиле чифлик“ на 5 ноември 1885 г. От род „Кедови“ – род 18. Не е бил женен.
В Балканските войни 1912 – 1913 г.
1. Георги Малинчов Анчов –роден през 1886 г. Служил е в Четвърти артилерийски полк, 4 батальон – чин „канонир“. Ранен е край гр.Селиолу и на 9 октомври 1912 г. умира от раните си. От род „Малинчови“ – род 25. Бил е женен. Няма данни за деца.
(виж Акт за смърт № 174 от 1912 г. в архива на с. Чепинци).
2. Георги Илиев Стойчев (Стойчов) – роден през 1876 г. Служил е в Шести пехотен търновски полк, 4 рота – чин „редник“. Умира от раните си в болница в гр. Пловдив на 4 декември 1912 г. От род „Дотини“ – род 1. Бил е женен. Имал е една дъщеря Божура и син Никола.
(виж Акт за смърт № 175 от 1912 г. в архива на с. Чепинци).
3. Георги Цветков (Цветанов) Кръстанов – роден през 1877 г. Служил е в Тридесет и седми пехотен пирински полк, 15 рота – чин „редник“. Умира от раните си в болница в гр. София на 8 юни 1913 г. От род „Новаците“ – род 27. Бил е женен. Имал е един син Богдан. (виж Акт за смърт № 131 от 1913 г. в регистъра на с. Чепинци).
4. Илия Атанасов Колев (Атанас Колев) – роден през 1874 г. Служил е в Първа пехотна софийска дивизия – чин „редник“. Убит е край град Петрич на 21 юни 1913 г. От род „Диварски“ – род 11. Бил е женен. Имал е една дъщеря Йорда и трима синове – Петър, Георги и Свилен.
5. Коста Атанасов Тасков – роден през 1884 г. Служил е в Първи пехотен софийски полк, 4 рота – чин „редник“. Убит е край гр.Чаталджа (чифлик Кара Синан) на 16 март 1913 г. От род Кръндзакови“ – род 19. Бил е женен. Имал е двама сина – Трифон и Никола.
6. Мито Георгиев Ненчов – роден през 1879 г. Служил е в Първи пехотен софийски полк, 13 рота – чин „младши подпоручик“. Убит е край гр. Чаталджа на 16 март 1913 г. От род „Ненчови“ – род 26. Бил е женен. Имал е две дъщери – Ливорка и Зора.
7. Михаил Ботев Тасков – роден през 1894 г. Служил е в Четвърти артилерийски полк – чин „редник“. Убит е край гр. Фенер на 16 ноември 1912 г. От род „Кръндзакови“ – род 19, Бил е женен. Имал е един син Мирчо.
8. Мишо (Милю) Стоянов Танчов – роден през 1894 г. Служил е в Шести пехотен търновски полк – охрана, редник. Убит е на „Драганов връх“ на 7 юли 1913 г. От род „Танчови“ – род 34. Бил е женен. Имал е син Владо. (виж Акт за смърт № 167 от 1913 г. в архива на с. Чепинци).
9. Найден Паунов Митров – роден през 1871 г. Служил е в Първи пехотен софийски полк, 2 рота – чин „редник“. Убит е край гр. Селиоглу на 9 октомври 1912 г. От род „Манолови“ – род 13. Бил е женен. Имал е трима синове – Георги, Радойко и Златан.
10. Панчо Стоичков Анчов – роден през 1874 г. Служил е в Шести пехотен търновски полк, 15 рота – чин „редник“. Убит е край Чаталджа през декември 1912 г. От род „Кожарски“ – род 25. Бил е женен. Имал е една дъщеря Стоянка.
11. Трайко Тодоров Михов – роден през 1894 г. Служил е в Първи пехотен софийски полк, 8 рота – чин „редник“. Убит е край гр.Чорлу на 1 юли 1913 г. От род „Михови“ – род 38. Не е бил женен.
В Първата световна война 1915 – 1918 г.
12. Ангел Найденов Калфин – роден през 1887 г. Служил е в Шести пехотен търновски полк, 12 рота – чин „младши подпоручик“. Убит е на връх „Китка“ на 22 ноември 1915 г. От род „Калфини“ – род 14. Бил е женен, имал е една дъщеря Иглика.
13. Величко Антов Михов – роден през 1875 г. Служил е в Шести пехотен търновски полк, 4 рота – чин „редник“. Убит е край Букурещ през декември 1916 г. От род „Окадарски“ – род 28. Бил е женен. Имал е един син Димитър и три дъщери – Яблена, Еленка и Петра.
14. Димитър Величков Ценов – роден през 1897 г. Служил е в Шести пехотен търновски полк – чин „младши подпоручик“. Убит е край Битоля през месец септември 1918 г. От род „Разови“ – род 31. Не е бил женен.
15. Димитър Тодоров Михов – роден през 1896 г. Служил е в Шести пехотен търновски полк – чин „редник“. Убит е край Битоля през месец септември 1918 г. От род „Михови“ – род 38. Бил е женен. Имал е син Йордан.
16. Косто Иванов Колев – роден през 1875 г. Служил е в Шести пехотен търновски полк – чин „редник“. Убит е край Куршумли през 1917 г. От род „Карови“ – род 16. Бил е женен. Имал е 4 деца: двама синове – Веселин и Трайко и две дъщери – Стоянка и Верка.
17. Лазар Стоянов Гелов – роден е през 1887 г. Служил е в Четвърти артилерийски полк – чин „ефрейтор“. Убит е в местността „Дренова глава“ през месец октомври 1915 г. От род Мраорови – род 9. Не е бил женен.
18. Маринко Грозданов Пенчов – роден през 1898 г. Служил е в Шести пехотен търновски полк – чин „редник“. Убит е край Добро поле през месец септември 1918 г. От род „Кедови“ – род 18. Бил е женен. Имал е една дъщеря Таска.
19. Пене (Петко) Митров Михов – роден през 1877 г. Служил е в 11 опълченски Видински полк. Умира от раните си след като се е завърнал у дома през месец октомври 1918 г. От род „Михови“ –род 38. Бил е женен. Имал е един син Павел и три дъщери – Цвета, Дуда и Богдана.
20. Пешо Салиев – бил е калайджия в Негован. Служил е в Шести пехотен търновски полк – чин „редник“. Убит е край Тутракан през месец септември 1916 г. Не е от неговански род.
21. Стефан Гьорев Пенчов – роден през 1887 г. Служил е в Първи пехотен софийски полк – чин „редник“. Умира от раните си през септември 1918 г. в болница в гр. София. От род „Кедови“ – род 18. Бил е женен. Имал е една дъщеря Данаилка и двама синове – Христо и Павел.
22. Тодор Ангелков Божинков – роден през 1897 г. Служил е в Шести пехотен търновски полк – чин „старши подпоручик“. Убит е край Битоля през месец септември 1918 г. От род „Божинкови“ – род 5. Бил е женен. Имал е една дъщеря Невенка.
23. Веселин Костов Иванов – роден е през 1897 г. Служил е в Шести пехотен търновски полк – чин „младши подпоручик“. Умира от раните си в болница в гр. София през 1918 г. От род „Карови“ – род 16. Не е бил женен. Баща му Косто Иванов Колев също е убит на фронта през 1917 г. (виж точка 16 от настоящия опис)
Във Втората световна война 1941 – 1944 г.
1. Атанас Александров Цветанов (Нако) – роден през 1923 г. Убит на фронта през 1944 г. От род „Гашови“ е – род 6. Неженен.
2. Емануил Александров Иванов – роден през 1913 г. Убит на фронта през 1944 г. От род „Нейсеви“ – род 25. Бил е женен. Имал е трима синове –Александър, Йордан и Петър и една дъщеря – Миладинка.
3. Иван Тодоров Грозданов – роден през 1913 г. Убит на фронта през 1944 г. От род „Кедови“ – род 18. Бил е женен. Имал е син Григор и дъщеря Екатерина.
4. Борис Тодоров Найденов – роден е през 1919 г. Убит на фронта през 1944 г. От род „Найденови“. Не е бил женен.
5. Стоян Тодоров Донков – роден през 1904 г. Убит на фронта през 1944 г. От род „Бельови“ – род 12. Бил е женен. Имал е 2 дъщери – Веселинка и Мария и син Благой.